# 高榕资本
高榕资本是一家2014年创立于北京的风险投资机构。高榕资本的主要投资领域是科技，媒体和电信技术行业。
高榕资本的有限合伙人包括腾讯，阿里巴巴和小米。

## 历史
2014年1月，IDG资本的创始团队创立了Banyan Capital。
2018年，Banyan Capital正式改名为高榕资本。

## 投资案例
高榕资本投资了拼多多等科技公司。